# Economic & Management Consultants
La Economic & Management Consultants Inc. (nota anche come EMC Inc.) è un'agenzia di informazione e service editoriale con sede a New York fondata dal corrispondente del Sole 24 ORE Mario Calvo-Platero.
La società è stata fondata nel 1982 e ha fornito notizie alle agenzie di stampa italiane ANSA, prima, e successivamente Asca e APCOM.
Nel 2008 la società è stata acquisita totalmente dal Gruppo 24 ORE e Platero ha mantenuto la carica di presidente fino al 1º marzo 2017. Dopo l'uscita di Platero, la capogruppo ha avviato una ristrutturazione operativa che ha portato alla chiusura di alcune attività (Review Italy, una newsletter di economia, finanza e politica italiana e Italy24, un quotidiano digitale sulla realtà italiana, entrambi in lingua inglese) e al consolidamento di alcuni servizi di maggior interesse quali le notizie in lingua inglese per la Borsa di Londra e il supporto al media-factory.
A partire dal 26 aprile 2017 la società ha cambiato il nome in Il Sole 24 ORE U.S.A. Inc.